# مباع (رخية)
'

تعديل مصدري - تعديل

مباع هي إحدى قرى عزلة رخية بمديرية رخية التابعة لمحافظة حضرموت، بلغ تعداد سكانها 451 نسمة حسب تعداد اليمن لعام 2004.